# 枕崎站
枕崎站（日语：／ Makurazaki eki */?）是一座位於鹿兒島縣枕崎市的九州旅客鐵道（JR九州）鐵路車站，是地方交通線指宿枕崎線的終點站。此車站曾經是鹿兒島交通枕崎線的終點站，但該線已在1984年時廢線。枕崎車站是JR系統、乃至於日本本土（不包含沖繩島在內的四大主島）上最南端的鐵路終點車站，雖然實際的地理緯度上，枕崎車站其實比同樣位在指宿枕崎線上的多座沿線車站緯度高。

## 車站構造
- 一個1面1線側式月台，不可以列車交會。
- 無人站。
- 地上車站。
- 設有候車室。

在2006年5月1日，車站向鹿兒島中央車站方向遷移100米，新地方設有站舍。

## 历史
此車站首先是由南薩鐵道（現為鹿兒島交通）建設，此車站也管理鐵路公司其他事業。隨後，日本國有鐵道指宿枕崎線開通，設置終點站在此。在枕崎線停運後，車站擁有權落在日本國有鐵道上。
- 1931年（昭和6年）3月10日：南薩鐵道枕崎線加世田至枕崎開通，車站啟用。
- 1963年（昭和38年）10月31日：日本國有鐵道指宿枕崎線全線開通，兩線共用車站。
- 1984年（昭和59年）3月17日：鹿兒島交通枕崎線（前南薩鐵道）停運，車站擁有權落在日本國有鐵道上。
- 1987年（昭和62年）4月1日：因國鐵分割民營化，本站成為九州旅客鐵道的車站。
- 2006年（平成18年）5月1日：車站遷移100米。
- 2009年（平成21年）12月26日：站前廣場設置觀光資訊。

## 使用狀況
- 在2007年，平均1日的乘車人數為131人。

## 車站周邊
車站位於枕崎市中心。
- 鹿兒島交通巴士站
- Taiyo枕崎店
- 片平山公園・文化資料中心南溟館
- 枕崎市立醫院
- 枕崎市政廳
- 枕崎住吉郵局
- 枕崎郵局
- 枕崎漁港
  - 南薩地域地場產業振興中心
  - 枕崎市鰹魚公社
  - 枕崎魚中心
- 國道225號
- 鹿兒島縣道266號枕崎停車場線
- 國道226號

## 相鄰車站
九州旅客鐵道
指宿枕崎線
薩摩板敷－枕崎

### 曾經存在路線
鹿兒島交通
枕崎線
鹿籠－枕崎

## 相關項目
- 日本鐵路車站列表

## 外部連結
- 枕崎車站 （页面存档备份，存于）（日語）